# Pouteria buenaventurensis
Pouteria buenaventurensis är en tvåhjärtbladig växtart som först beskrevs av André Aubréville, och fick sitt nu gällande namn av Pilz. Pouteria buenaventurensis ingår i släktet Pouteria och familjen Sapotaceae. IUCN kategoriserar arten globalt som nära hotad. Inga underarter finns listade i Catalogue of Life.